# (18779) Hattyhong
(18779) Hattyhong (1999 JN44) – planetoida z pasa głównego asteroid okrążająca Słońce w ciągu 3,54 lat w średniej odległości 2,32 j.a. Odkryta 10 maja 1999 roku.